# Архиепархия Буаке
Архиепархия Буаке (лат. Archidioecesis Buakensis) — архиепархия Римско-Католической церкви с центром в городе Буаке, Кот-д’Ивуар. В митрополию Буаке входят епархии Абенгуру, Бондуку, Ямусукро. Кафедральным собором архиепархии Буаке является церковь святой Терезы.

## История
17 мая 1951 года Римский папа Пий XII выпустил буллу Quo fructuosius, которой учредил апостольскую префектуру Буаке, выделив её из апостольского викариата Абиджана (сегодня – Архиепархия Абиджана).
14 сентября 1955 года Римский папа Пий XII издал буллу Dum tantis, которой преобразовал апостольскую префектуру Буаке в епархию. В этот же день епархия  Буаке вошёл в митрополию Андижана.
13 сентября 1963 года и 6 марта 1992 года епархия Буаке передала часть своей территории для возведения епархий Абенгуру и Ямусукро.
19 декабря 1994 года Римский папа Иоанн Павел II издал буллу Quo aptius, которой возвёл епархию Буаке в ранг архиепархии.

## Ординарии архиепархии
- епископ André-Pierre Duirat S.M.A. (26.10.1951 – 17.05.1973);
- архиепископ Vital Komenan Yao (17.05.1973 – 22.09.2006);
- архиепископ Paul-Siméon Ahouanan Djro O.F.M. (22.09.2006 – 12.02.2024, до смерти);
- архиепископ Jacques Assanvo Ahiwa (25.07.2024 — по настоящее время).

## Источник
- Annuario Pontificio, Libreria Editrice Vaticana, Città del Vaticano, 2003, ISBN 88-209-7422-3
- Булла Quo fructuosius Архивная копия от 3 марта 2016 на Wayback Machine, AAS 43 (1951), стр. 654  (лат.)
- Булла Dum tantis Архивная копия от 27 марта 2010 на Wayback Machine, AAS 48 (1956), стр. 113  (лат.)
- Булла Quo aptius Архивная копия от 23 октября 2012 на Wayback Machine  (лат.)